# 641A室
37°47′07″N 122°23′48″W / 37.78528°N 122.39667°W

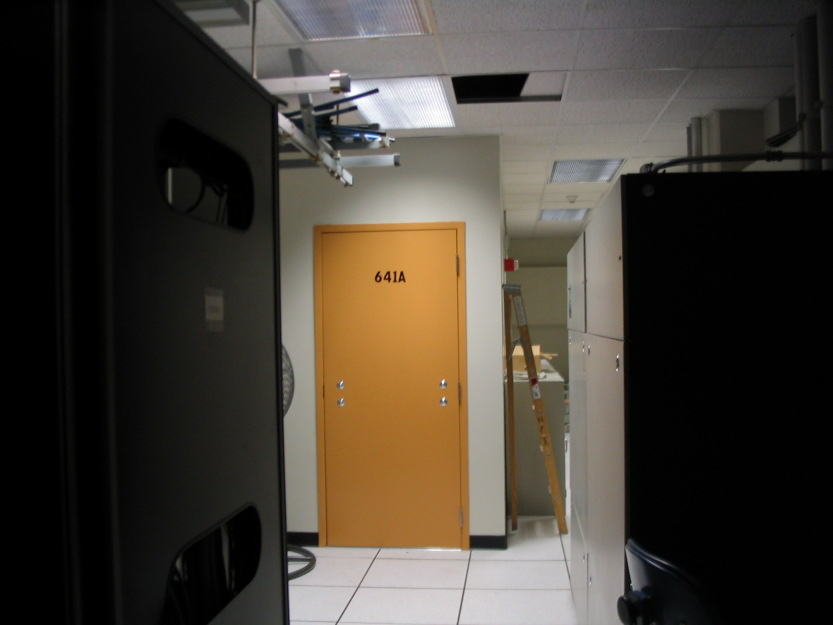
641A室的外觀。

641A室是由AT&T为美国国家安全局运作的一处大规模通讯监听设施。该设施于2003年开始运作，并于2006年被媒体曝光。

## 描述

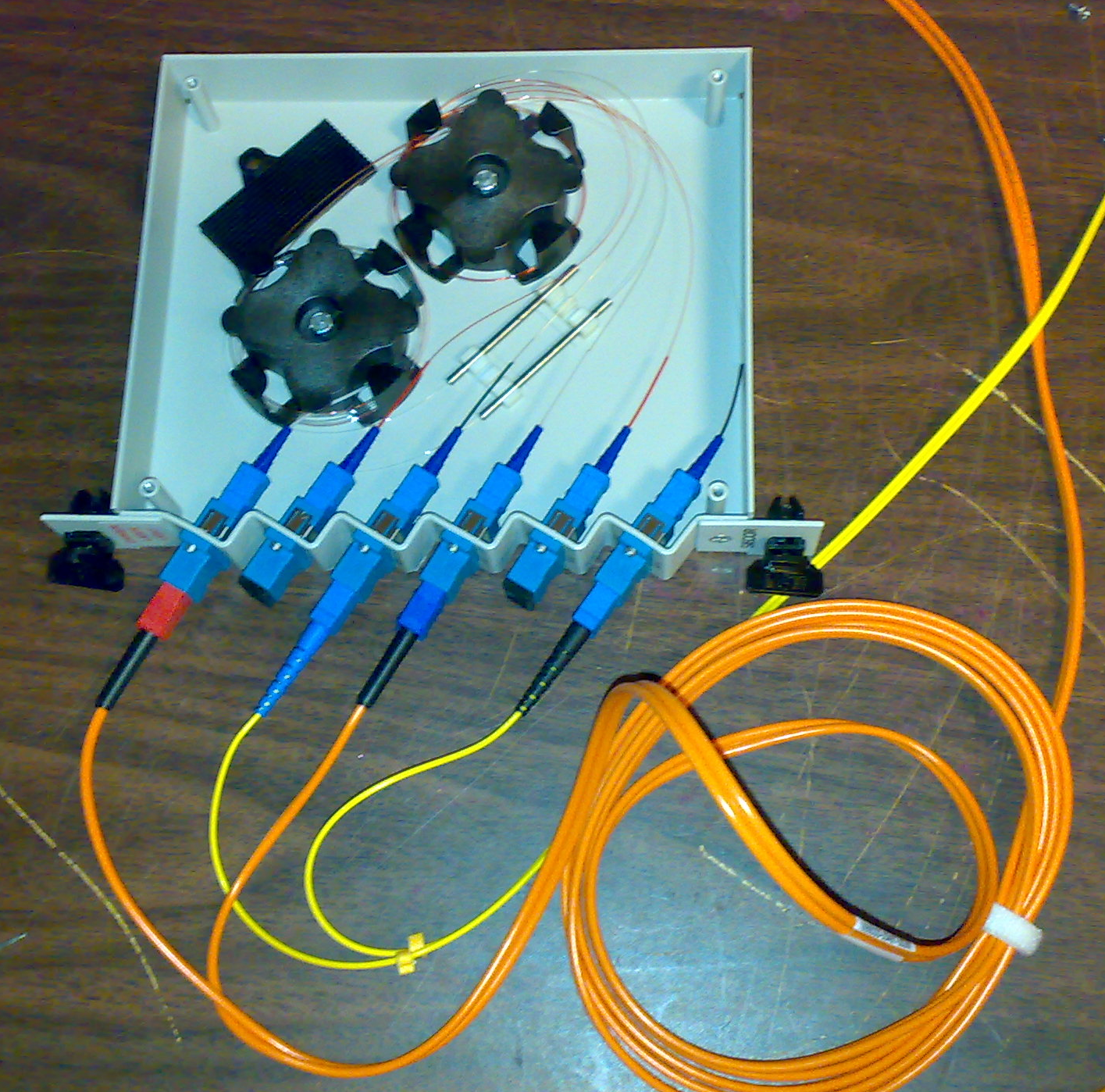
光纤窃听装置

641A室位于地处旧金山Folsom大街611号的 SBC通信大楼内；在AT&T收购SBC前，该建筑有三层被AT&T占用。该室在AT&T的内部文档中被称作“SG3安全室”（“SG”表示“Study Group”（研究组））。
承载互联网骨干通信内容的光纤主干上被安装了分光镜， 被复制的通信内容经光纤进入641A室。据原GTE公司首席技术官及原联邦通信委员会顾问J. Scott Marcus分析，641A室可以访问所有流经其所在建筑物的互联网通信内容, 因而有着“（使当局）能够对互联网内容―包括国外的和纯粹国内的通信内容―进行大规模监听和分析的功能”。 据原国家安全局世界地缘政治和军事分析报告组主任William Binney估计，大约有20个类似设施遍布美国。
641A室的面积大约为7 m × 15 m（24 ft. × 48 ft.），配有几个机柜的设备，其中包括一台能以极高速度截获并分析互联网通信的Narus STA 6400。
641A室的存在是由原AT&T技术人员Mark Klein披露的，随后在2006年，它又成为了由电子前沿基金会对AT&T提出的一起集体诉讼的主体。Klein声称自己曾被告知类似641A室的“黑屋”的在全国各地的其他设施中也有运作。
641A室及围绕着该室的各种争议也成为了PBS的事实记录片节目Frontline的话题。这集纪录片于2007年5月15日播映，后于 2008年3月14日出现在NOW on PBS上。该室还在PBS Nova的题为“间谍工厂”的一集中被加以报道。

## 法律诉讼
电子前沿基金会于2006年1月31日对AT&T提起了一起集体诉讼，指责AT&T与国家安全局合作进行大规模的非法项目，对美国人民的通信内容事实窃听和数据挖掘的，违反了法律并侵犯了用户隐私。同年7月26日，一名联邦法官否决了政府和AT&T提出的，基于国家秘密特权的，驳回案件的动议。 次年8月15日，该案由联邦第九巡回上诉法院聆讯。2011年12月29日，该案遭到撤銷，因为国会给予了与政府合作的电信公司溯及既往的豁免权。最高法院拒绝对本案进行聆讯。
电子前沿基金会后来又提出了Jewel v. NSA一案；该案于2008年9月18日立案。

## 请参阅
- 总统监听计划（英语：President's Surveillance Program）
- 黑屋 (通信监控)（英语：Cabinet noir）
- 美国国家安全局无证监听争议
- 信号情报
- 梯队系统
- Main Core（英语：Main Core）
- PRISM
- 犹他数据中心
- 政府监听项目列表#美国